# Ochtelbur
Ochtelbur ist ein Ortsteil der Gemeinde Ihlow (Ostfriesland) im Landkreis Aurich in Ostfriesland. Der Ort hatte im Januar 2023 922 Einwohner.

## Lage
Das Dorf liegt ziemlich genau zwischen Aurich und Emden am Ems-Jade-Kanal. Im Westen grenzt Ochtelbur an die Ortschaft Riepe und im Osten an Bangstede.

## Geschichte
Erstmals namentlich wurde der Ort im Jahre 1431 als Ochtelburen oder Uterlabur erwähnt. Möglicherweise ist der Ort älter. Der Name könnte ursprünglich Osterburen gelautet haben, das heißt, es handelt sich um die östlichen Nachbarn von Riepe. Die Kirche in Ochtelbur stammt aus dem Mittelalter.
Der deutsche Publizist Heinrich Reimers war während seiner Tätigkeit als Landpastor auch in der Kirchengemeinde Ochtelbur aktiv.
Seit der Gebietsreform, die am 1. Juli 1972 in Kraft trat, gehört Ochtelbur zur Gemeinde Ihlow.

## Politik

### Ortsrat
Der Ortsrat in Ochtelbur hat fünf Mitglieder. Die Ratsmitglieder werden durch eine Kommunalwahl für jeweils fünf Jahre gewählt.
Seit der Ortsratswahl am 23. Februar 2020 ist die Sitzverteilung wie folgt zusammen:
- Wählergemeinschaft Ochtelbur (WGO): 3 Sitze
- Sozialdemokratische Partei Deutschland (SPD): 2 Sitze

### Ortsbürgermeister
Der Ortsbürgermeister ist Matthias Trauernicht (WGO)

## Sonstiges
In Ochtelbur gibt es kein großes Vereinsleben. Die einzige Organisation im Dorf ist die Freiwillige Feuerwehr, die im Jahre 1945 gegründet wurde. Die größte Veranstaltung im Jahr ist daher auch die sogenannte Mittsommernachtsfete, die der Förderverein der Feuerwehr durchführt.
Zurzeit gibt es in Ochtelbur einen Bäcker, eine Landmaschinenwerkstatt mit Gartengerätevertrieb, einen Gas-Wasser-Heizungsbetrieb, eine Hausarztpraxis, eine Versicherungsvertretung, eine Baufirma, einen Baumarkt mit Baustofffachhandel, eine Holzhausfirma, einen Fliesen- und ein Fensterbaubetrieb. Im letzten Jahrzehnt ist Ochelbur durch zahlreiche Baugebiete gewachsen.
Durch den Ort fließt der Ridding. Bis 1970 gab es eine Grundschule (früher Volksschule), die dann nach Riepe verlagert wurde.
Zurzeit (Stand 2017) gibt es eine rege Diskussion, ob eine Bundesstraße, die die A 31 mit Aurich und den Küstenorten verbinden soll (B 210n), gebaut werden soll.